# Chelifera macedonica
Chelifera macedonica är en tvåvingeart som beskrevs av Wagner och Niesiolowski 1987. Chelifera macedonica ingår i släktet Chelifera och familjen dansflugor. Inga underarter finns listade i Catalogue of Life.